# Felix Eugen Fritsch
Felix Eugen Fritsch FRS (1879-1954) fue un biólogo, y algólogo inglés.
Comenzó su carrera en la Universidad de Múnich antes de pasar a la investigación en la University College London y en los Reales Jardines Botánicos de Kew.
Es muy conocido internacionalmente por su completo libro en dos volúmenes The Structure and Reproduction of the Algae.; Sin embargo su A Treatise of the British Freshwater Algae. fue hasta quizás más importante. Fritsch se convirtió en coautor de la edición revisada en 1927. Fritsch tuvo una gran influencia a través de su propia investigación y su estímulo a los estudiantes. Como una ayuda para sus propios estudios sobre la taxonomía de algas y de su morfología, Fritsch puso ilustraciones bajo los nombres de las especies. Luego de su deceso, eso fue continuado por el Dr John W.G. Lund en la "Asociación de Biología de Agua Dulce" y se convirtió en The Fritsch Collection of Illustrations of Freshwater Algae

## Honores
- Electo miembro de la Royal Society en mayo de 1932
- Ganador de la Medalla Darwin en 1950.[5]

- Presidente de la Sociedad Linneana de Londres de 1949 a 1952

### Epónimos
Especies
- (Alliaceae) Allium fritschii F.O.Khass. & Yengal.[6]
- (Asteraceae) Centaurea fritschii Hayek[7]
- (Campanulaceae) Campanula fritschii Witasek[8]
- (Chrysobalanaceae) Licania fritschii Prance[9]
- (Cyperaceae) Carex fritschii Waisb.[10]
- (Gesneriaceae) Briggsia fritschii Craib[11]
- (Leguminosae) Genista fritschii Rech.[12]